# レイ・ドルビー
レイ・ドルビー（Ray Dolby、Hon OBE、HonFREng、1933年1月18日 - 2013年9月12日）は、アメリカ合衆国の電気工学者である。ドルビーNRとして知られるノイズリダクションシステムを発明し、ドルビーラボラトリーズを創設した。

## 若年期と教育
ドルビーはオレゴン州ポートランドで1933年1月18日に生まれた。父は発明家のアール・ミルトン・ドルビー(Earl Milton Dolby)である。1951年にカリフォルニア州レッドウッドシティのセコイア高校を卒業した。高校生だった1949年から10年間、レッドウッドシティにあるアンペックス社でアルバイトとして研究開発に関与していた。サンノゼ州立大学とスタンフォード大学在学中（陸軍への2年間の兵役で一時中断）には、アレクサンダー・M・ポニアトフとチャールズ・ギンズバーグの指導の下でビデオテープレコーダ技術の初期プロトタイプの研究を行った。
1957年、スタンフォード大学で電気工学の学士号を取得した。マーシャル奨学金を得てイギリスのケンブリッジ大学に留学し、1961年に物理学の博士号(PhD)を取得した。

## キャリア
ドルビーは高校生から大学生のときにかけて、アンペックス社にアルバイトとして務めていた。学位を持たない「コンサルタント」として、1949年には同社初のオーディオテープレコーダの製作に携わり、1956年4月に同社が試作した4ヘッドビデオテープレコーダの開発において重要な役割を果たした。
ケンブリッジ大学卒業後、同大学のペンブルック・カレッジに研究員として所属した後、国際連合からの派遣でインドで技術顧問を務めた。1965年にイギリスに戻り、4人のスタッフとともにロンドンでドルビーラボラトリーズを設立した。同年、アナログテープレコーダ用の音響信号処理技術であるドルビーNRシステムを開発した。このシステムは、イギリスのデッカ・レコードが世界で初めて使用した。
オーディオテープのノイズリダクションの研究の後、ドルビーは映画の音響の改善に取り組んだ。ドルビーが開発した音響技術を最初に使用した映画は、1971年の『時計じかけのオレンジ』だった。この映画では、プリミックスとマスターにはドルビーの技術が使われていたが、映画館に配布するリリースプリントには従来の光学サウンドトラックが使用されていた。1974年の『暗殺指令ブラック・サンデー』で初めて、ドルビーエンコードされた光学サウンドトラックが使用された。1976年の『スター誕生』では、ドルビーが開発したサラウンドの光学サウンドトラックが初めて使用された。それから10年で、世界の6千の映画館でドルビーステレオサラウンドが使用されるようになった。
ドルビーはその後、映画館向けのデジタルサラウンド圧縮方式「ドルビーデジタル」を開発した。この方式は、1992年の『バットマン リターンズ』で初めて採用された。ドルビーデジタルは現在、アメリカのHDTV規格やDVDなどでも使用されている。
ドルビーはオーディオ・エンジニアリング協会(AES)のフェローであり、会長も務めている。

## 私生活
1966年にダグマー・ボーメルト(Dagmar Bäumert)と結婚した。ダグマーとの間には息子のトムとデイヴィッドがおり、さらに4人の孫がいる。

## 死去
ドルビーは2013年9月12日に白血病によって、サンフランシスコの自宅で死去した。80歳だった。
遺言により、母校のケンブリッジ大学ペンブルック・カレッジに3500万ポンドが遺産の中から寄贈された。これは、同校において単一の寄付金では史上最多額となる。2017年12月、遺族がケンブリッジ大学キャヴェンディッシュ研究所に対し遺産からさらに8500万ポンドを寄付した。この寄付金は、物理学の教授職の新設と、2023年に完成したレイ・ドルビー・センターの建設に使われた。

## 賞と栄誉
- 1971年 -  AES（英語版） シルバーメダル[18]
- 1979年 -  第51回アカデミー賞 : アカデミー科学技術賞 科学工学賞[19]
- 1983年 -  SMPTE プログレスメダル（映画館の音響への貢献、AVシステムにおけるノイズ低減と品質向上への継続的な研究に対して、およびビデオテープレコーダの主要発明者として）[20]
- 1985年 -  SMPTE アレクサンダー・M・ポニアトフ（英語版）ゴールドメダル
- 1986年 -  大英帝国勲章名誉オフィサー(OBE)
- 1988年 -  エドゥアルト・ライン財団 名誉リング[21]
- 1989年 -  第61回アカデミー賞 : アカデミー科学技術賞 アカデミー・アワード・オブ・メリット[19]
- 1989年 -  エミー賞
- 1992年 -  AES ゴールドメダル[18]
- 1995年 -  グラミー賞 技術グラミー賞[22]
- 1997年 -  アメリカ国家技術賞
- 1997年 -  IEEE井深大コンシューマー・エレクトロニクス賞[23]
- 1999年 -  ヨーク大学名誉博士号
- 2000年 -  ケンブリッジ大学名誉理学博士号
- 2003年 -  テレビ芸術科学アカデミー(ATAS) チャールズ・フランシス・ジェンキンス（英語版）生涯功労賞（プライムタイム工学エミー賞（英語版））[24]
- 2004年 -  全米発明家殿堂・コンシューマー・エレクトロニクスの殿堂（英語版）殿堂入り[25]
- 2010年 -  IEEE エジソンメダル
- 2012年 -  ベルリン国際映画祭 ベルリナーレ・カメラ（功労賞）
- 2014年 -  テレビの殿堂殿堂入り[26]
- 2015年 -  ハリウッド・ウォーク・オブ・フェームに星を設置[27]